# De druiven der gramschap
De druiven der gramschap (Engels: The Grapes of Wrath) is een roman van de Amerikaanse schrijver John Steinbeck uitgegeven in 1939. Het verhaal speelt zich af tijdens de Grote Depressie, de periode van grote werkloosheid in de Verenigde Staten als gevolg van de val van de beurs van Wall Street in 1929. In de zuidwestelijke staten (Oklahoma, Kansas en Arkansas) was ook nog eens de zogeheten Dust Bowl: een periode van grote droogte, jarenlang viel er geen regen. Honderdduizenden mensen moesten noodgedwongen hun land verlaten en zochten hun geluk in Californië. 
De hoofdpersonen in het boek zijn de leden van de familie Joad uit Oklahoma. Ze zijn pachtboeren. Door de grote droogte zijn ze gedwongen om Oklahoma te verlaten. Met een truck verlaten ze Oklahoma en rijden duizenden kilometers over de befaamde Route 66 naar Californië, waar het naar zeggen veel beter is.
De personages in het boek zijn:
- Vader en moeder Joad.
- Grootvader en grootmoeder.
- Tom, de zoon die vlak voor het vertrek toevallig uit proefverlof komt uit de McAlester gevangenis en meegaat. Hij was veroordeeld voor doodslag.
- Rose of Sharon (Rosasharn), de dochter, is getrouwd met Connie Rivers (19 jaar). Ze krijgen een baby.
- Ruthie, 12 jaar, meisje
- Winfield, 10 jaar, jongen
- Al, de zoon van 16 jaar die de truck bestuurt, vooral geïnteresseerd in auto's en meisjes.
- Noah, de oudste zoon, spreekt weinig, is een beetje sloom.
- Ome John, is getrouwd geweest met een jonge vrouw die op jonge leeftijd is gestorven aan een blindedarmontsteking (John dacht dat ze maagpijn had).
- Jim Casy, een predikant.

Het boek werd in 1940 door regisseur John Ford bewerkt tot de bioscoopfilm The Grapes of Wrath met in de hoofdrollen Henry Fonda als Tom Joad en Jane Darwell als Ma Joad. De film won twee Oscars: de Academy Award voor Beste Vrouwelijke Bijrol (Jane Darwell) en de Academy Award voor Beste Regie (John Ford).
De Druiven der Gramschap wordt algemeen beschouwd als behorend tot de wereldliteratuur en werd in 1999 opgenomen in zowel Le Mondes verkiezing van de 100 beste boeken van de eeuw als Modern Library's lijst van 100 Beste Romans. Ook in de Britse Big Read-verkiezing van 2002 werd het boek gekozen.